# ستيفن فيرنر
ستيفن فيرنر (بالإنجليزية: Stephen Werner)‏ هو لاعب هوكي الجليد أمريكي، ولد في 8 أغسطس 1984 في واشنطن العاصمة في الولايات المتحدة.

## وصلات خارجية
- ستيفن فيرنر على موقع دوري الهوكي الوطني (الإنجليزية)
- ستيفن فيرنر على موقع EliteProspects.com (الإنجليزية)
- ستيفن فيرنر على موقع HockeyDB.com (الإنجليزية)